# Anchoa argentivittata
Anchoa argentivittata är en fiskart som först beskrevs av Regan, 1904.  Anchoa argentivittata ingår i släktet Anchoa och familjen Engraulidae. IUCN kategoriserar arten globalt som livskraftig. Inga underarter finns listade i Catalogue of Life.